# Pęporostek aksamitny
Pęporostek aksamitny, pępówka aksamitna (Lichenomphalia velutina  (Quél.) Redhead, Lutzoni, Moncalvo & Vilgalys) – gatunek grzybów należący do rodziny wodnichowatych (Hygrophoraceae). Ze względu na współżycie z glonami zaliczany jest do porostów.

## Systematyka i nazewnictwo
Pozycja w klasyfikacji według Index Fungorum: Lichenomphalia, Hygrophoraceae, Agaricales, Agaricomycetidae, Agaricomycetes, Agaricomycotina, Basidiomycota, Fungi.
Po raz pierwszy gatunek ten zdiagnozowany został w 1885 r. przez Quéleta jako Omphalina velutina, potem zaliczany był przez różnych autorów do różnych rodzajów. Obecną, uznaną przez Index Fungorum nazwę nadali mu w 2002 r. Redhead, Lutzoni, Moncalvo i Vilgalys. Synonimy:

- Botrydina velutina (Quél.) Redhead & Kuyper 1987
- Lichenomphalia grisella (P. Karst.) Redhead, Lutzoni, Moncalvo & Vilgalys 2002
- Lichenomphalia pararustica (Clémençon) Elborne 2008
- Omphalia grisella P. Karst. 1890
- Omphalia velutina Quél. 1885
- Omphalina grisella (P. Karst.) M.M. Moser 1953
- Omphalina pararustica Clémençon 1982
- Omphalina velutina (Quél.) Quél. 1886
- Phytoconis pararustica (Clémençon) P. Roux & P.-A. Moreau 2000
- Phytoconis velutina (Quél.) Redhead & Kuyper 1988

W 2003 r. Władysław Wojewoda zaproponował polską nazwę pępówka aksamitna. Nazwa ta jednak jest niespójna z obecną nazwą naukową. Ostatnio pojawiła się nowa polska nazwa.

## Morfologia
Porosty z rodzaju Lichenomphalia należą do nielicznej procentowo grupy porostów, w których mykobiontem jest grzyb z grupy podstawczaków. Na podłożu rozwija się plecha homeomeryczna zawierająca glony z rodzaju Coccomyxa. Z plechy tej wyrasta owocnik typowy dla grzybów kapeluszowych.
Kapelusz
O średnicy 0,5–1 (1,5) cm, początkowo o barwie umbrowo-brązowej lub szaro-brązowej, później czarniawo-brązowej. Jest promieniście prążkowany od prześwitujących blaszek. Brzeg kapelusza karbowany i jaśniejszy – ma barwę od gliniastej do brązowej. Jest higrofaniczny, w stanie wilgotnym staje się ciemniejszy.
Blaszki
Silnie zbiegające o barwie od jasnobrązowej do szarobrązowej.
Trzon
Brązowy, na 1/3 długości (przy podstawie) delikatnie białawo omszony.
Cechy mikroskopowe
Strzępki plechy bardzo cienkie, o średnicy 2–3 μm. Na ich przegrodach brak sprzążek. Trama blaszek wąska, cienkościenna, zbudowana z cienkościennych, dichotomicznie rozgałęzionych strzępek. Podstawki zazwyczaj 2-zarodnikowe. Zarodniki elipsoidalne, bezbarwne, o łezkowatym kształcie. Mają rozmiar 7–10 (-11) × (3) 4–6 μm.

## Występowanie
Występuje tylko w Europie, głównie w jej północnych regionach, na Wyspach Brytyjskich i na Grenalndii. W polskim piśmiennictwie mykologicznym stanowiska tego gatunku znane są tylko z wyższych pięter Tatr. Występuje tam w zespołach z wierzbą żyłkowaną i wierzbą alpejską. Rośnie na ubogich, oligotroficznych podłożach.